# Caratê nos Jogos Pan-Americanos de 2003
As competições de caratê nos Jogos Pan-Americanos de 2003 foram realizadas em Santo Domingo, na República Dominicana. 

## Medalhistas
Masculino
| Evento                 | Ouro                    | Prata                    | Bronze                       |
| ---------------------- | ----------------------- | ------------------------ | ---------------------------- |
| Kata detalhes          | José Antonio Díaz (VEN) | Clay Morton (USA)        | Jurandir Andrade (BRA)       |
| Kata detalhes          | José Antonio Díaz (VEN) | Clay Morton (USA)        | Akio Tamashiro (PER)         |
| Até 62 kg detalhes     | Alexis Carbajal (PER)   | Carlos Luces (VEN)       | Yusei Padron (CUB)           |
| Até 62 kg detalhes     | Alexis Carbajal (PER)   | Carlos Luces (VEN)       | Sidirley Souza (BRA)         |
| Até 68 kg detalhes     | Jean Carlos Peña (VEN)  | Saeed Baghbani (CAN)     | Dionicio Gustavo (DOM)       |
| Até 68 kg detalhes     | Jean Carlos Peña (VEN)  | Saeed Baghbani (CAN)     | Yordanis Torres (CUB)        |
| Até 74 kg detalhes     | Rubel Salomón (DOM)     | José Ignacio Pérez (VEN) | Tetsuo Alonso Murayama (MEX) |
| Até 74 kg detalhes     | Rubel Salomón (DOM)     | José Ignacio Pérez (VEN) | Emmanuel Santana (BRA)       |
| Até 80 kg detalhes     | John Fonseca (USA)      | Nelson Sardemberg (BRA)  | Ricardinho Pietersz (AHO)    |
| Até 80 kg detalhes     | John Fonseca (USA)      | Nelson Sardemberg (BRA)  | Jorge Strohmeier (PER)       |
| Mais de 80 kg detalhes | Mario Toro (VEN)        | Sterling Felix (DOM)     | Luis Bolívar (PER)           |
| Mais de 80 kg detalhes | Mario Toro (VEN)        | Sterling Felix (DOM)     | Leandro Monzón (ARG)         |

Feminino
| Evento                 | Ouro                  | Prata                   | Bronze                 |
| ---------------------- | --------------------- | ----------------------- | ---------------------- |
| Kata detalhes          | Yohana Sánchez (VEN)  | Junko Arai (USA)        | Cintia Lassalvia (BRA) |
| Kata detalhes          | Yohana Sánchez (VEN)  | Junko Arai (USA)        | Yessenia Reyes (ECU)   |
| Até 58 kg detalhes     | Lucélia Ribeiro (BRA) | Molly Sánchez (PER)     | Cheryl Murphy (USA)    |
| Até 58 kg detalhes     | Lucélia Ribeiro (BRA) | Molly Sánchez (PER)     | Nassim Varasteh (CAN)  |
| Mais de 58 kg detalhes | Heidy Rodríguez (DOM) | Btissama Essadiqi (CAN) | Marta Embriz (MEX)     |
| Mais de 58 kg detalhes | Heidy Rodríguez (DOM) | Btissama Essadiqi (CAN) | Cheili González (GUA)  |

## Quadro de medalhas
| Posição | Nação                     |   |   |    | Total |
| ------- | ------------------------- | - | - | -- | ----- |
| 1       | VEN Venezuela             | 4 | 2 | 0  | 6     |
| 2       | DOM República Dominicana  | 2 | 1 | 1  | 4     |
| 3       | USA Estados Unidos        | 1 | 2 | 1  | 4     |
| 4       | BRA Brasil                | 1 | 1 | 4  | 6     |
| 5       | PER Peru                  | 1 | 1 | 3  | 5     |
| 6       | CAN Canadá                | 0 | 2 | 1  | 3     |
| 7       | CUB Cuba                  | 0 | 0 | 2  | 2     |
| 7       | MEX México                | 0 | 0 | 2  | 2     |
| 8       | ARG Argentina             | 0 | 0 | 1  | 1     |
| 8       | ECU Equador               | 0 | 0 | 1  | 1     |
| 8       | GUA Guatemala             | 0 | 0 | 1  | 1     |
| 8       | AHO Antilhas Neerlandesas | 0 | 0 | 1  | 1     |
| Total   | Total                     | 9 | 9 | 18 | 36    |